# Asembler
Asembler (ang. assembler) – termin informatyczny związany z programowaniem i tworzeniem kodu maszynowego dla procesorów. W języku polskim oznacza on program tworzący kod maszynowy na podstawie kodu źródłowego (tzw. asemblacja) wykonanego w niskopoziomowym języku programowania bazującym na podstawowych operacjach procesora zwanym językiem asemblera, popularnie nazywanym również asemblerem.
W tym artykule język programowania nazywany będzie językiem asemblera, a program tłumaczący – asemblerem.

## Język asemblera
Języki asemblera (zwyczajowo asemblery) to rodzina języków programowania niskiego poziomu, których jedno polecenie odpowiada zasadniczo jednemu rozkazowi procesora. Języki te powstały na bazie języków maszynowych danego procesora poprzez zastąpienie kodów operacji ich mnemonikami. Dzięki stosowaniu kilkuliterowych skrótów poleceń zrozumiałych dla człowieka pozwala to z jednej strony na tworzenie oprogramowania, z drugiej strony bezpośrednia odpowiedniość mnemoników oraz kodu maszynowego umożliwia zachowanie wysokiego stopnia kontroli programisty nad działaniem procesora. Składnia języka asemblera zależy od architektury procesora, ale i używanego asemblera, jednak zwykle autorzy asemblerów dla danego procesora trzymają się oznaczeń danych przez producenta.
Pierwotnie był to podstawowy język programowania procesorów. W wyniku poszukiwania efektywniejszych metod programowania i pojawiania się kolejnych języków interpretowanych i kompilowanych języki asemblerów straciły na znaczeniu. Z tego powodu współcześnie nie korzysta się z nich do pisania całych programów na komputery osobiste. Jednak istnieją zastosowania, np. w przypadku programowania mikrokontrolerów, systemów wbudowanych, sterowników sprzętu, gdzie nadal znajdują one swoje miejsce. Korzysta się z nich także do pisania kluczowych fragmentów kodu wymagających najwyższej wydajności, wyjątkowo małych rozmiarów kodu wynikowego lub również niewielkich fragmentów systemów operacyjnych.

### Ekstrakod
W niektórych językach asemblera występują mnemoniki, tzw. ekstrakody, którym nie odpowiadają instrukcje procesora, lecz są realizowane programowo, zwykle przez funkcje systemu operacyjnego lub biblioteczne.

### Perspektywa historyczna
Języki asemblera i ich użycie sięgają aż do czasów wprowadzenia zapisywanych programów komputerowych. Pierwszy język asemblera został opracowany w 1947 roku przez Kathleen Booth dla ARC2 w Birkbeck, po współpracy z Johnem von Neumannem i Hermanem Goldstine’em w Instytucie Studiów Zaawansowanych w Princeton. W 1949 EDSAC posiadał asemblera nazwanego rozkazami początkowymi wykorzystującego jedno-literowe mnemoniki. SOAP był językiem asemblera dla komputera IBM 650, napisanym przez Stana Poleya w 1955.
Języki asemblera eliminują znaczącą część podatnego na błędy, męczącego oraz zajmującego dużo czasu programowania pierwszej generacji, które wymagane było przy wczesnych komputerach. Uwolniły one programistów od zapamiętywania kodów numerycznych oraz ręcznego obliczania adresów. Były kiedyś powszechnie używane, jednak w latach ‘80 i ‘90 ich zastosowanie zostało wyparte przez języki wyższego poziomu, idąc z poszukiwaniem większej efektywności programowania. W dzisiejszych czasach, języki asemblera wciąż są używane do bezpośredniego manipulowania sprzętem, dostępu do specjalnych instrukcji procesora lub do zaadresowania krytycznych problemów optymalizacyjnych.
Typowe zastosowania to sterowniki urządzeń, niskopoziomowe systemy wbudowane oraz systemy czasu rzeczywistego.
Na przestrzeni lat, wiele programów było napisanych całkowicie w językach asemblera.
Burroughs MCP (1961) był pierwszym komputerem, dla którego system operacyjny nie był osadzony wyłącznie na języku asemblera; napisany w ESPOL, z nadzbioru Algol.
Również wiele aplikacji komercyjnych było napisanych w językach asemblera, w tym duża część oprogramowania typu mainframe IBM, napisanego przez duże korporacje. Ostatecznie wyparły je COBOL, FORTRAN i niektóre PL/I, jednak pewna liczba organizacji posiadała strukturę opartą na językach asemblera aż do końca lat ‘90.
Większość wczesnych mikrokomputerów polegała na ręcznym kodowaniu języka asemblera, w tym większość systemów operacyjnych oraz dużych aplikacji. Było tak, ponieważ systemy te posiadały dotkliwe ograniczenia zasobów, narzuconą idiosynkratyczną pamięć i architekturę wyświetlaczy oraz dostarczały ograniczonych, niestabilnych usług systemowych. Być może ważniejszy był brak kompilatorów pierwszej-klasy dla języków wysokopoziomowych, odpowiednich do użycia w mikrokomputerach.
Czynnik psychologiczny również mógł odegrać ważną rolę; pierwsza generacja programistów mikrokomputerów ciągnęła za sobą hobbystyczną postawę „majsterkowicza”.
W bardziej komercyjnym spektrum do najważniejszych powodów użycia języka asemblera zaliczamy jego minimalistyczną postać, minimalną wielkość potrzebnych zasobów, szybkość oraz niezawodność.
Typowe przykłady dużych programów napisanych w języku asemblera w dzisiejszych czasach to system operacyjny IBM PC DOS, kompilator Turbo Pascal oraz wczesne aplikacje, takie jak program do arkuszy kalkulacyjnych Lotus 1-2-3.
Według niektórych ludzi w branży, język asemblera był najlepszym językiem komputerowym do uzyskania najwyższej wydajności z Sega Saturn, konsoli która była znana z notorycznie trudnego tworzenia gier. Gra NBA Jam z 1993 roku jest kolejnym tego przykładem.
Był również podstawowym językiem programowania wielu popularnych komputerów domowych lat ‘80 i ‘90 (takich jak MSX, Sinclair ZX Spectrum, Commodore 64, Commodore Amiga, Atari ST). Było tak w dużej części przez to, że dialekty BASIC-a na tych systemach nie oferowały dostatecznej szybkości wykonania oraz niewystarczającego zaplecza, aby w pełni wykorzystać potencjał sprzętu na tych komputerach. Niektóre systemy mają nawet zintegrowane środowisko programistyczne (IDE) z wysoko rozwiniętymi funkcjami debugowania i macro.

### Bieżące użycie
Od zawsze debatowano nad użytecznością i wydajnością języka asemblera w stosunku do języków wysokopoziomowych. Ma on określone zastosowania niszowe tam, gdzie jest to ważne.
Asembler może być użyty do optymalizacji prędkości lub rozmiaru. W przypadku optymalizacji prędkości, używane są nowoczesne kompilatory optymalizacyjne do renderowania języków wysokiego poziomu do kodu, który może działać tak szybko, jak ręcznie napisany asembler. Pomimo kontrprzykładów, które można znaleźć, złożoność nowoczesnych procesorów i podsystemów pamięci sprawia, że efektywna optymalizacja staje się coraz trudniejsza dla kompilatorów, a także programistów montażowych.

## Asembler
Asembler (ang. assemble – składać) to program dokonujący tłumaczenia języka asemblera na język maszynowy, czyli tzw. asemblacji. Jest to odpowiednik kompilatora dla języków wyższych poziomów. Program tworzony w innych językach programowania niż asembler jest zwykle kompilowany do języka asemblera (w wyniku pracy kompilatora), a następnie zamieniany na kod binarny przez program asemblera.
Powtarzające się często schematy programistyczne oraz wstawiane fragmenty kodu doprowadziły do powstania tzw. makroasemblerów, które rozszerzają asemblery o obsługę makr przed właściwą asemblacją, co zbliża je nieco do pierwszych wersji języka C.

## Przykład
Do najpopularniejszych odmian języka asemblera, ze względu na popularność architektury Intela znanej pod nazwą x86-64, zaliczyć można Asembler x86-64. Do najpopularniejszych asemblerów zalicza się NASM, TASM oraz MASM, jak również FASM i GASM.

### Kod
Przykładowe polecenia (mnemoniki) w języku Asembler x86-64 (x64):
```
;do rejestru RAX wpisz wartość natychmiastową 02h

mov
 
rax
,
 
02
h

;do rejestru RCX wpisz wartość z rejestru RAX

mov
 
rcx
,
 
rax

;do zmiennej o nazwie var1 wpisz wartość z rejestru RCX

mov
 
var1
,
 
rcx

;odłóż wartość z rejestru RAX na stos

push
 
rax

;zdejmij wartość ze stosu i umieść w zmiennej o nazwie var2

pop
 
var2

;do rejestru RBX wpisz adres napisu var3

mov
 
rbx
,
 
offset
 
var3

;podmień drugi znak (bajt) w napisie na literę "a"

mov
 
byte
 
ptr
 
[
rbx
 
+
 
1
],
 
"
a
"

```

Przykładowy kod dla nowoczesnego Asemblera x64 (składnia MASM):
```
extrn
 
ExitProcess
 
:
 
proc

extrn
 
MessageBoxA
 
:
 
proc

.data

;ciąg bajtów zawierający napis

szText
 
db
 
"
Witaj
,
 
64
-
bitowy
 
ś
wiecie
!
"
,
 
0

.code

Main
 
proc

  
sub
 
rsp
,
 
28
h
  
;alokacja stosu / shadow space (4 parametry + adres powrotny + wyrównanie do 16 bajtów)

  
xor
 
r9
,
 
r9
    
;styl okna dialogowego

  
lea
 
r8
,
 
szText
    
;tytuł okna

  
lea
 
rdx
,
 
szText
   
;tekst w oknie

  
xor
 
rcx
,
 
rcx
  
;uchwyt okna nadrzednego

  
call
 
MessageBoxA

  
add
 
rsp
,
 
28
h
  
;dealokacja stosu / shadow space (niekonieczne przy ExitProcess, wymagane przy ret)

  
;wyjście z programu

  
xor
 
rcx
,
 
rcx
  
;kod wyjścia = 0

  
call
 
ExitProcess

Main
 
endp

end

```

Budowanie kodu źródłowego do pliku EXE:
```
ml64.exe
 
prog1.asm
 
/
link
 
/
entry
:
Main
 
/
subsystem
:
windows
 
/
defaultlib
:
"
kernel32.Lib
"
 
/
defaultlib
:
"
user32.Lib
"

```

## Historia
Za pierwowzór pierwszego asemblera uznaje się skonstruowany przez Konrada Zuse w 1945 r. układ elektromechaniczny przygotowania taśmy perforowanej z programem dla maszyny Z4 w postaci modułu Planfertigungsteil, który umożliwiał wprowadzanie oraz odczyt rozkazów i adresów w sposób zrozumiały dla człowieka. Jednak za autorkę pierwszego faktycznego asemblera uznaje się Kathleen Booth.
Pierwszym polskim asemblerem był PROBIN komputera XYZ z ok. 1958 r.
Do pierwszych szerzej znanych w Polsce asemblerów należy PLAN, wykorzystywany w komputerach Odra, oraz MOTIS, stosowany w maszynach Mera 300.